# 양산 통도사 동종 및 종거
양산 통도사 동종 및 종거(梁山 通度寺 銅鍾 및 鍾虡)는 대한민국 경상남도 양산시, 통도사에 있는 조선시대의 동종 및 종거이다. 2013년 1월 3일 경상남도 유형문화재 제529호로 지정되었다.

## 개요
통도사 동종은 1722년(영조 48년)에 주조된 것으로 종신과 용뉴로 이루어져 있다. 종신은 천판의 정중앙인 용뉴의 아래쪽과 외곽 두 곳에 구멍이 뚫려 훼손된 상태이다. 용뉴는 쌍룡을 표현한 것 같지만 용두를 표현하지 않았고 용두의 중앙에는 함께 주조된 인물 형상이 있다.
조선후기를 대표할 수 있는 종과 종거가 1쌍으로 완벽하게 남아 있는 우수한 작품이다.

## 참고 자료
- 양산 통도사 동종 및 종거 - 국가유산청 국가유산포털